# Adeel Akhtar
Adeel Akhtar (in urdu عدیل اختر‎?; Londra, 18 settembre 1980) è un attore britannico.

## Biografia
Nato a Londra da padre pakistano e madre keniota, Adeel Akhtar ha studiato al Cheltenham College, laureandosi in legge prima di cominciare a studiare recitazione all'Actors Studio Drama School e alla New School di New York.
Si è affermato con una serie di ruoli comici nei film Four Lions, Il dittatore e Pan - Viaggio sull'isola che non c'è. Ottenne un primo successo nel 2014 per la sua interpretazione di Wilson Wilson nella serie della BBC Utopia, per cui fu candidato al British Academy Television Award per il miglior attore non protagonista. Nel 2016 tornò a recitare per la BBC nel film Murdered by My Father, vincendo per la sua interpretazione il British Academy Television Award per il miglior attore. Nel 2017 ha recitato nella commedia americana The Big Sick - Il matrimonio si può evitare... l'amore no, nel ruolo del fratello del protagonista, Naveed. Successivamente ha continuato a recitare in televisione, interpretando ruoli ricorrenti o principali in numerose serie TV come Killing Eve, Ghosted e Les Misérables.

## Filmografia parziale

### Cinema
- Traitor - Sospetto tradimento (Traitor), regia di Jeffrey Nachmanoff (2008)
- Four Lions (Four Lions), regia di Chris Morris (2010)
- Il dittatore (The Dictator), regia di Larry Charles (2012)
- Pan - Viaggio sull'isola che non c'è (Pan), regia di Joe Wright (2015)
- The Big Sick - Il matrimonio si può evitare... l'amore no (The Big Sick), regia di Michael Showalter (2017)
- Vittoria e Abdul (Victoria & Abdul), regia di Stephen Frears (2017)
- Murder Mystery, regia di Kyle Newacheck (2019)
- The Nest - L'inganno (The Nest), regia di Sean Durkin (2020)
- Enola Holmes, regia di Harry Bradbeer (2020)
- Tutti parlano di Jamie (Everybody's Talking About Jamie), regia di Jonathan Butterell (2021)
- Il visionario mondo di Louis Wain (The Electrical Life of Louis Wain), regia di Will Sharpe (2021)
- Enola Holmes 2, regia di Harry Bradbeer (2022)
- Murder Mystery 2, regia di Jeremy Garelick (2023)

### Televisione
- Law & Order: Criminal Intent - serie TV, 1 episodio (2006)
- Conviction - serie TV, 1 episodio (2006)
- The Tunnel - serie TV, 2 episodi (2013)
- Utopia - serie TV, 2 stagioni (2013)
- River - serie TV, 6 episodi (2015)
- The Night Manager - serie TV, 5 episodi (2016)
- Murdered By My Father - film TV (2016)
- Apple Tree Yard - In un vicolo cieco (Apple Tree Yard)- serie TV, 2 episodi (2017)
- Shut Eye - serie TV, 6 episodi (2017)
- Ghosted - serie TV, 16 episodi (2017-2018)
- Counterpart - serie TV, 2 episodi (2018)
- I miserabili (Les Misérables) - serie TV, 6 episodi (2019)
- Killing Eve - serie TV, 2 episodi (2019)
- Sweet Tooth – serie TV, 16 episodi (2021-2024)
- Un inganno di troppo (Fool Me Once) - miniserie TV, 8 episodi (2024)
- Black Doves - serie TV, 3 episodi (2024)

## Doppiatori italiani
Nelle versioni in italiano delle opere in cui ha recitato, Adeel Akhtar è stato doppiato da:
- Franco Mannella in Les Misérables, Enola Holmes, Sweet Tooth, Enola Holmes 2[6]
- Oreste Baldini in Murder Mystery
- Simone D'Andrea in Vittoria e Abdul
- Alessandro Quarta in Pan - Viaggio sull'isola che non c'è
- Jacopo Venturiero in The Big Sick - Il matrimonio si può evitare... l'amore no
- Massimo Triggiani in The Nest - L'inganno
- Riccardo Scarafoni in Black Doves